# Iriney Santos da Silva
Iriney Santos da Silva   (Humaitá, 23 d'abril de 1981), conegut futbolísticament com a Iriney, és un futbolista brasiler. Va jugar una desena de temporades en el futbol espanyol.
Nascut a Humaitá, Amazonas, Iriney va debutar professionalment amb l'Associação Desportiva São Caetano l'any 2000, i es va traslladar a Espanya amb Rayo Vallecano tres anys més tard. Primer escollit des dels seus inicis amb el Madrid, sí que els va veure baixar dues divisions consecutives; va debutar a La Lliga el 23 de febrer de 2003, jugant els 90 minuts sencers en una derrota a casa per 0–4 contra el València CF.
L'estiu del 2005, Iriney es va incorporar al RC Celta de Vigo, sent un dels jugadors més constants dels gallecs durant les seves dues temporades al màxim nivell. Després del descens de 2007 va decidir marxar, però no va poder trobar un nou equip a causa d'una llarga batalla judicial fins a la finestra de transferència de gener de 2008, quan va signar amb la UD Almeria.
Posteriorment, després d'haver guanyat la pràctica del partit, Iriney va ser relativament utilitzat durant la seva estada a Andalusia, amb Almeria que va mantenir consecutivament el seu estat de màxima categoria. A finals de juny de 2009 va expirar el seu contracte i es va traslladar al seu veí Reial Betis, recentment relegat a la Segona Divisió. Va contribuir amb 36 partits –35 titulars– i tres gols a la la seva segona temporada quan van tornar a la divisió principal com a campions i, el 25 de febrer de 2012, va jugar el seu partit oficial número 100 amb els Verdiblancos, contra el Getafe CF.

## Clubs
| Club                | País    | Any       | Partits | Gols |
| ------------------- | ------- | --------- | ------- | ---- |
| Nacional Manaus     | Brasil  | 1998-1999 |         |      |
| Manauense           | Brasil  | 1999-2000 |         |      |
| Sao Caetano         | Brasil  | 2000-2002 | 26      | 0    |
| Rayo Vallecano      | Espanya | 2002-2005 | 85      | 1    |
| Celta de Vigo       | Espanya | 2005-2007 | 55      | 2    |
| UD Almería          | Espanya | 2007-2009 | 15      | 0    |
| Real Betis Balompié | Espanya | 2009-2012 |         |      |